# Texas Instruments

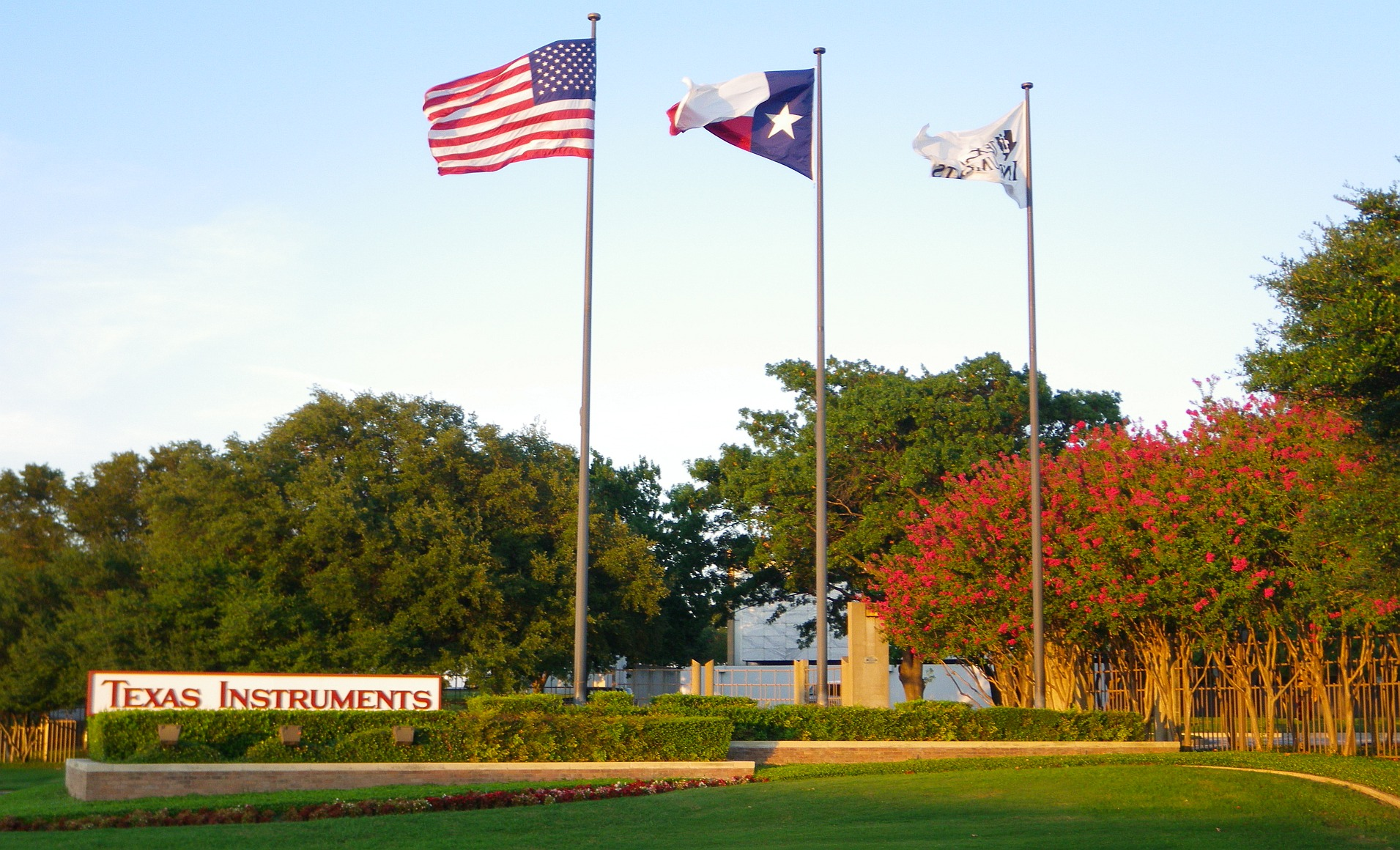
Штаб-квартира в Далласе

Texas Instruments — американская компания, производитель полупроводниковых приборов, микросхем, электроники и изделий на их основе. Расположена в Далласе (штат Техас, США).
Является 4-м в мире по размеру производителем полупроводниковых приборов, уступая лишь Intel, Samsung и Toshiba. Занимает 1-е место по производству микросхем для мобильных устройств, а также 1-е место по производству цифровых сигнальных процессоров (DSP) и аналоговых полупроводниковых приборов. Также компания производит микросхемы для широкополосных модемов, компьютерной периферии, электронные бытовые устройства и RFID-метки. В 2021 году компания заняла 210 место в рейтинге Fortune 500.

## История
Texas Instruments была основана Сесилом Грином, Дж. Эриком Джонссоном, Юджином Макдермоттом и Патриком Хэггерти. 6 декабря 1941 года они купили «Объединённую геофизическую службу» (GSI), — одну из первых компаний в области предоставления услуг сейсмической разведки для нефтедобывающей промышленности. Во время Второй мировой войны GSI производила электронику для войск связи армии США и ВМС США. После войны компания продолжила производить электронику и в 1951 году сменила название на Texas Instruments, став самостоятельным дочерним подразделением новой компании.
В 1954 году компания разработала первый в мире серийный транзисторный радиоприёмник (выпускался под названием Regency TR-1). Также в 1950-х годах работник Texas Instruments Джек Килби изобрёл интегральные микросхемы независимо от Роберта Нойса из Fairchild Semiconductor. Патент, выданный Килби, зарегистрирован в 1958 году. Микросхемы серии 7400 транзисторно-транзисторной логики, разработанные компанией в 1960-х годах, популяризировали использование интегральных микросхем в логических схемах компьютеров, что имеет широкое применение и в наши дни. В 1967 году TI изобрела ручной калькулятор, в 1971 году однокристальный микрокомпьютер и способствовала получению патента на однокристальный микропроцессор (разработанный сотрудником TI Гари Буном) в 1973 году. При этом TI обычно отдаёт должное Intel, изобретшей микропроцессор практически одновременно и независимо.
Также компания продолжала производить оборудование для сейсмической промышленности, а GSI продолжала предоставлять услуги сейсмической разведки. После продажи и обратной покупки GSI, фирма окончательно продала её компании Halliburton в 1988 году и с этого момента GSI прекратила своё существование как отдельная организация.
Компания столкнулась с двумя следующими проблемами в области проектирования и дальнейшей разработки, появившимися после изобретения полупроводников и микропроцессоров:
1. большинства химических соединений, механизмов и технологий, необходимых для создания полупроводников, не существовало, и компании пришлось их изобрести,
2. рынок сбыта для электронных компонентов был очень маленьким, и компании пришлось самой разрабатывать примеры их применения. Например, фирма создала первый встроенный в стену, управляемый компьютером домашний термостат в конце 1970-х годов, но никто не хотел покупать его из-за высокой цены.

Компания создала подразделение промышленных систем автоматизации, которое занималось производством контроллеров и систем управления. Это подразделение было продано в 1991 году компании Siemens AG, а TI возобновила производство по военным и правительственным заказам и выпустила множество электромеханических устройств, использовавшихся в космической программе «Аполлон» и высадке на Луну.

### Бытовая электроника и компьютеры
Компания была активным игроком на рынке бытовой электроники в 1970—1980-х годах. В 1978 году Texas Instruments представила первый синтезатор речи на однокристальной микросхеме и выпустила на её основе игровой продукт под названием «Speak & Spell», который позже получил известность благодаря фильму «Инопланетянин». На волне успеха после этого были выпущены «Speak & Read» и «Speak & Math».
В июне 1979 года фирма вышла на рынок бытовых компьютеров с моделью TI-99/4, ставшей конкурентом Apple II, Tandy Corporation/RadioShack TRS-80, а позже Atari 400-й и 800-й серий, Commodore VIC-20 и Commodore 64. В 1981 году на замену ему был выпущен TI-99/4A, являвшийся дальнейшим его развитием, и в конце 1983 года вступивший в интенсивную ценовую конкуренцию с Commodore, Atari и остальными. В 1983 году на зимней выставке бытовой электроники (CES) компания представила модели TI-99/2 и Compact Computer 40 (CC-40), последний из которых предназначался для профессиональных пользователей. Модель TI Professional (1983 год) показала, что компьютеры производства TI окончательно заняли своё место в ряду многих неудачных компьютеров на основе процессора с системой команд x86 и операционной системой MS-DOS, которые были несовместимы между собой и конкурировали с IBM PC. Ироничным выглядит то, что трое основателей компании Compaq, компьютеры которой были почти точной копией IBM PC, являлись бывшими работниками Texas Instruments. В 1992 году бизнес многопользовательских компьютерных систем и услуг был продан компании Hewlett-Packard. После этого в течение нескольких лет компания успешно производила и продавала IBM PC-совместимые ноутбуки, до тех пор, пока не отказалась от этого рынка и не продала производственную линию компании Acer Computer Company в 1997 году.

### Военная продукция
Компания также присутствовала на рынке военной электроники в 1970—1980-х годах, разрабатывая и производя бортовые самолётные радары и орбитальные сенсорные системы, ракеты и бомбы с лазерным наведением (например, переносной противотанковый ракетный комплекс «Танк брейкер»), а также бортовые телеметрические системы для многоцелевых космических ракет-носителей «Меркурий», «Сатурн» «Центавр», межконтинентальных баллистических ракет «Атлас», «Минитмен», «Титан», «Тор», оперативно-тактических ракет «Першинг», зенитных управляемых ракет «Бомарк» и «Корвус».
Лицензионным партнёром фирмы в Великобритании выступала компания Portsmouth Aviation, с которой велись совместные проекты разработки американо-британского вооружения и военной техники.
При объединении сектора военного производства компания продала своё подразделение по производству продукции военного назначения «Defense Systems & Electronics» фирме Raytheon в 1997 году.
Texas Instruments всегда была в числе 10 крупнейших компаний по продаже полупроводниковой техники. По итогам 2005 года компания заняла 3-е место, пропустив вперёд Intel и Samsung и оставив позади Toshiba и STMicroelectronics.
Со второй половины 2000-х годов компания состоит из двух основных подразделений: полупроводникового (SC) и подразделения обучения и эффективных решений (E&PS). Третье подразделение, датчиков и элементов управления (S&C), было продано компании Bain Capital и позже переименовано в Sensata.

### Поглощения
Компания осуществила ряд поглощений, среди них:
- 1997 — Amati Communications, $395 млн[9];
- 1998 — GO DSP[10];
- 1999 — Telogy Networks, $457 млн[11];
- 2000 — Burr-Brown Corporation, $7,6 млрд[12];
- 2006 — Chipcon, $200 млн[13];
- 2009 — CICLON Semiconductor[14];
- 2009 — Luminary Micro[15];
- 2011 — National Semiconductor[16].

## Собственники и руководство
Значительная часть акций компании принадлежит институциональным инвесторам и взаимным фондам, по состоянию на 2022 год крупнейшие собственники:
- Capital Research Global Investors — (8.30 %)[17]
- BlackRock Institutional Trust Company, N.A. — (5.55 %)[17]
- State Street Global Advisors — (4.09 %)[17]
- Wellington Management Company — (2.99 %)[17]
- Geode Capital Management — (2.18 %)[17]
- Charles Schwab Corporation — (1.93 %)[17]
- PRIMECAP Management Company — (1.88 %)[17]
- T. Rowe Price Associates, Inc. — (1.83 %)[17]
- Massachusetts Financial Services Co. — (1.75 %)[17]
- Managed Account Advisors LLC — (1.70 %)[17]

Ключевые руководители (2022):
- Ричард Темплтон (Richard K. Templeton)[18]
- Хавив Илан (Haviv Ilan)[18]
- Ахмад Бахай (Ahmad S. Bahai)[18]
- Кайл Флесснер (Kyle M. Flessner)[18]
- Марк Гэри (Mark S. Gary)[18]
- Акоп Козанян (Hagop H. Kozanian)[18]

## Подразделение полупроводников
Полупроводниковая продукция составляет приблизительно 96 % прибыли компании. TI занимает лидирующие позиции во многих сегментах рынка, включая цифровые сигнальные процессоры серии TMS320, высокоскоростные микросхемы ЦАП и АЦП, контроллеры общего применения MSP430, решения в области управления электропитанием и высокопроизводительные аналоговые устройства. Беспроводные коммуникации в основном сосредоточены вокруг продукции TI: почти 50 % всех сотовых телефонов, проданных в мире, содержат в себе микросхемы Texas Instruments. Компания также производит и другую полупроводниковую продукцию — от специализированных микросхем до микроконтроллеров.

### Подразделение беспроводных терминалов
Отделение беспроводных решений (Wireless Business Unit, WBU), входящее в подразделение по производству полупроводниковой продукции, является крупнейшим в мире поставщиком наборов микросхем для беспроводных устройств.

### Подразделение заказных продуктов
Подразделение заказных продуктов (Application Specific Products) разрабатывает платформы для массовых рынков, в которых широко применяются DSP. Например, цифровые камеры, DSL-модемы, кабельные модемы, Voice over IP (VOIP), потоковое видео и аудио, сжатие и распознавание речи, беспроводные ЛВС и RFID-устройства.

### DLP
Компания является доминирующим производителем на рынке микрозеркальных цифровых процессоров (DLP) обработки света, использующихся в видеопроекторах, цифровых кинопроекторах и телевидении.

### Цифровые сигнальные процессоры (DSP)
Компания производит широкий круг цифровых сигнальных процессоров и набор инструментов под названием eXpressDSP, использующийся для разработки приложений для этих микросхем.

#### Серия TMS320
DSP серии TMS320:
- TMS320C2xxx — 16- и 32-битные DSP, оптимизированные для применения в схемах управления.
  - C24X — работает на частотах от 20 до 40 МГц;
  - C28X — работает на частотах от 100 до 300 МГц;[20]
- TMS320C6xxx — семейство высокопроизводительных DSP, от 300 до 1200 МГц.
  - Включает в себя семейства целочисленных DSP C62xx, C64xx и DM64x и семейство, выполняющее вычисления с плавающей точкой, C67xx.
- Прочие: TMS320C33, TMS320C3x, TMS320C4x, TMS320C5x и TMS320C8x — многопроцессорные DSP.

Большинство старых DSP всё ещё доступно через сайт TI’s military DSP.

### Микроконтроллеры и процессоры общего назначения
- MSP430 — наиболее удачный опыт компании в сфере микроконтроллеров общего применения, долгие годы эта линейка доминирует в сегменте микропотребляющих микроконтроллеров общего применения.
- TMS470 — неудачная попытка сделать линейку однокристальных микроконтроллеров на базе архитектуры ARM7. В 2010 году продукты сняты с производства в связи с покупкой компании Luminary Micro и ставкой на её линейку ARM-микроконтроллеров Stellaris.
- Stellaris — новая попытка утвердиться на рынке 32-битных микроконтроллеров общего применения разработки купленной компании Luminary Micro.

### Микроконтроллеры реального времени для техники с особыми требованиями к обеспечению безопасности Hercules
- TMS470M — ядро ARM Cortex-M3. Рассчитаны на экономичную реализацию функций обеспечения безопасности. Аттестованы AEC-Q100 для использования в автомобилестроении и поддерживают сети LIN и CAN.
- TMS570 — два работающих параллельно ядра ARM Cortex-R4 с возможностью выполнения операций с плавающей точкой. Рассчитаны на выполнение требований к производительности и безопасности, предъявляемых на транспорте — на железных дорогах, в аэрокосмических и автомобильных системах. Разработаны в соответствии со стандартом IEC 61508 и имеют класс надёжности SIL-3, а также со стандартом ISO 26262 и имеют класс надёжности ASIL-D. Аттестованы AEC-Q100 для использования в автомобилестроении, поддерживают Ethernet, CAN и FlexRay.
- RM4x — два работающих параллельно ядра ARM Cortex-R4 с возможностью выполнения операций с плавающей точкой. Рассчитаны на обеспечение самых высоких уровней производительности и безопасности для устройств промышленной автоматизации, медицинских приборов, сервоприводов и сетевых приложений. Разработаны в соответствии со 2-й редакцией стандарта IEC 61508 и соответствуют классу надёжности SIL-3. Обладают расширенными возможностями подключения Ethernet, CAN и USB.

### Многоядерные процессоры
- OMAP — микропроцессоры, предназначенные для мультимедийных приложений. Некоторые из них содержат процессорные ядра C55, ARM7, ARM9, ARM11, A9, A15.
- DaVinci — микропроцессоры, содержащие ядро C64, ARM9 и специализированную периферию для обработки видеоданных.

## Образовательные технологии
TI известна выпуском популярных серий электронных калькуляторов (например, TI-30). Компания также разрабатывала графические калькуляторы, из которых наиболее известен TI-83 Plus и модели на его основе.

## Сообщество пользователей калькуляторов TI
В 1990-х годах, после выпуска серии графических калькуляторов, в некоторых студенческих кругах стало популярно программирование. Серия калькуляторов TI-8x, первым из которой был TI-81, поставлялась со встроенным интерпретатором Basic, при помощи которого можно было создавать несложные программы. TI-85 стал первым калькулятором от Texas Instruments, позволявшим программировать на ассемблере (через оболочку под названием «ZShell»). Если ранние программы для калькуляторов, написанные на Basic, были относительно простыми приложениями или маленькими играми, то современные программы, написанные на ассемблере, могут соперничать с подобными на GameBoy или КПК.
Приблизительно в то же время, когда были написаны первые программы, стали популярными персональные веб-страницы (на таких сервисах, как Angelfire и GeoCities). Программисты начали создавать сайты для размещения своих работ, часто вместе с обучающими руководствами и другой относящейся к калькуляторам информацией. Это послужило началом для создания сайтов, посвящённых калькуляторам TI. Образовались несколько больших сообществ, например, уже несуществующее TI-Files; активное до сих пор Ticalc.org сейчас представляется наиболее авторитетным источником для программирования на калькуляторах TI. На сайте можно найти тысячи приложений (игры, в том числе портированные DOOM, Super Mario и Tetris, обучающие программы и даже простые рабочие среды), руководства по программированию, новости о калькуляторах, форумы и многое другое.
Графические калькуляторы TI можно разделить на две отдельные группы — на основе процессора Zilog Z80 и на основе процессора Motorola 68000. Хотя производный от Z80 процессор использовался в GameBoy, гораздо более производительный 68000 больше подходит для игр и приложений, сильно зависящих от вычислительной мощности процессора. Обладателей калькуляторов на основе m68k, среди которых TI-89/Titanium, TI-92/Plus и Voyage 200, по общему мнению, в сообществе TI больше, чем обладателей калькуляторов на основе Z80. Тем не менее, новейшие серии калькуляторов на основе Z80 (TI-83 Plus и TI-84 Plus Silver Edition) очень популярны среди студентов, не знакомых со всей серией калькуляторов.

## Общественное признание
В 2007 году TI получила награду Manufacturer of the Year for Global Supply Chain Excellence от журнала World Trade.

## Использование в вооружении Российской Федерации
Одно из крупнейших в мире международных агентств новостей и финансовой информации Рейтер и RUSI сообщили о наличии западных технологий обнаруженных при изучении российского оружия (трофейного и повреждённого в боях), которое нашли на Украине.